# Động đất Baku 2000
Động đất Baku 2000 (tiếng Azerbaijani: Bakı zəlzələsi (2000)) là trận động đất xảy ra vào lúc 22:09 (UTC+4), ngày 25 tháng 11 năm 2000. Trận động đất có cường độ 6.8 richter, tâm chấn độ sâu khoảng 35 km. Hậu quả trận động đất đã làm 26 người chết, 412 người bị thương.